# Ümit Birol
Ümit Birol (Samsun, 26 gennaio 1963 – Adana, 10 luglio 2023) è stato un calciatore turco, di ruolo centrocampista.